# Moshing

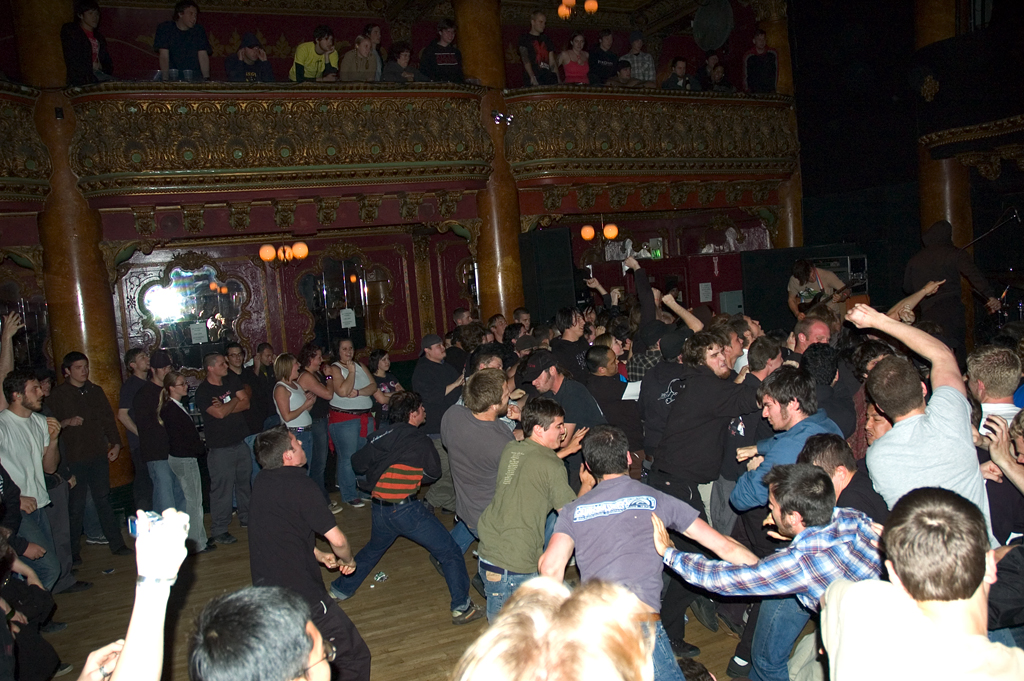
Moshing

Moshing je taneční styl vycházející z hardcore punk komunity. Typicky se tančí na živých koncertech při poslechu živější a agresivnější hudby, přičemž do sebe jednotliví tanečníci nekontrolovaně vráží nebo se sebou nechají házet. Jedná se o silně kontaktní druh tance původem z USA, který došel vrcholu popularity v 80. letech s rozvojem žánru grunge. Od té doby se stal moshing fenoménem, který prostupuje napříč většinou hudebních žánrů, pokud je hudba na koncertech dostatečně energická. Názory na tento druh tance se různí, někteří ho vnímají jako pozitivní odezvu umělcům, někteří jako rušivý element na koncertě.

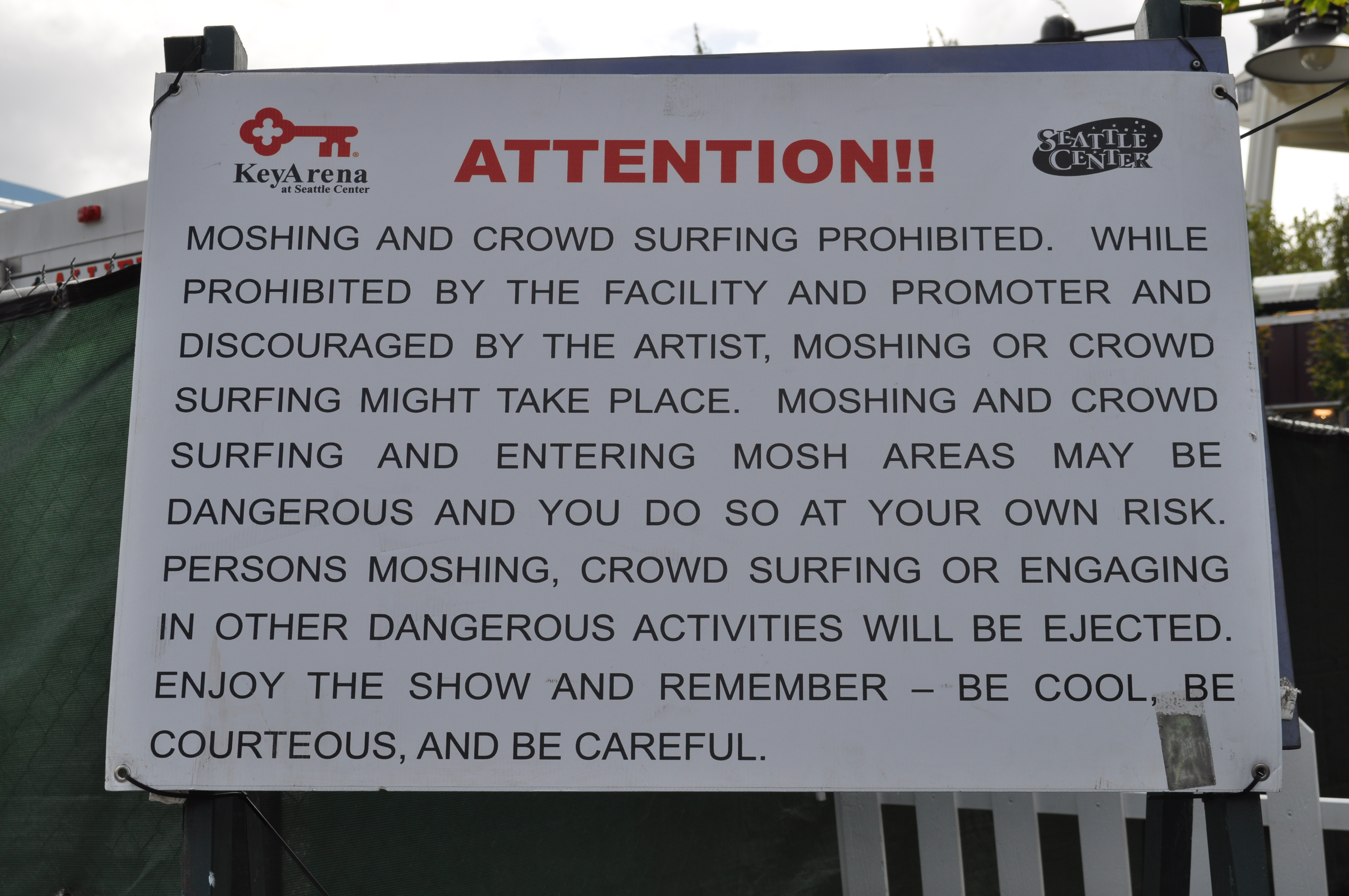
"No moshing" cedule, Seattle

Moshing je považován za brutálnější verzi pogování, tedy nekontrolovaného tance, přičemž nejtypičtějším druhem moshingu je tanec v kruhu (circle pit), kde jednotliví účastníci běhají a narážejí do sebe, aby vytvořili točící se kolo. Takovýto mosh pit se obvykle nachází v pomyslném středu hlediště, zatímco pogo se povětšinou tančí v kotli přímo u pódia. Nejtvrdší verzí moshingu je pak odnož spjatá s žánrem thrash, kdy se tanečníci rozdělí na dvě skupiny a navzájem do sebe s rozběhem vráží. Tento tvrdý způsob tance, nazvaný příznačně Wall of Death, s sebou nese riziko zranění nebo dokonce úmrtí. Některé metalové a rockové hudební skupiny, jako například The Smashing Pumpkins, stály v přímé opozici proti tomuto druhu tance, zvláště poté, co byly na některých jejich koncertech při agresivním tanci zabiti někteří diváci.